# Saison 2025-2026 des Hawks d'Atlanta
La saison 2025-2026 des Hawks d'Atlanta est la 76e saison de la franchise en National Basketball Association (NBA) et la 58e saison dans la ville de Atlanta.

## Draft
| Tour | Choix | Joueur       | Poste | Nationalité | Provenance                       |
| ---- | ----- | ------------ | ----- | ----------- | -------------------------------- |
| 1    | 13    | Derik Queen  | C     | États-Unis  | Terrapins du Maryland            |
| 1    | 22    | Drake Powell | SG    | États-Unis  | Tar Heels de la Caroline du Nord |

## Matchs

### Summer League
| Summer League Total: 4-1 |

| Match | Date match | Équipe  | Score          | Meilleur marqueur | Meilleur rebondeur | Meilleur passeur        | Lieux Spectateurs      | Série |
| ----- | ---------- | ------- | -------------- | ----------------- | ------------------ | ----------------------- | ---------------------- | ----- |
| 1     | 11 juillet | Miami   | V 105-98       | Kobe Bufkin (29)  | Jacob Toppin (10)  | Bufkin, Murray, Jr. (3) | Thomas & Mack Center 0 | 1 - 0 |
| 2     | 13 juillet | Phoenix | V 98-80        | Asa Newell (18)   | Asa Newell (11)    | Kobe Bufkin (9)         | Cox Pavilion 0         | 2 - 0 |
| 3     | 14 juillet | Houston | V 111-108 (OT) | Kobe Bufkin (25)  | Bufkin, Newell (6) | Nikola Đurišić (7)      | Thomas & Mack Center 0 | 3 - 0 |
| 4     | 17 juillet | Memphis | V 92-88        | Jack McVeigh (20) | Asa Newell (8)     | Devion Smith (3)        | Cox Pavilion 0         | 4 - 0 |
| 5     | 20 juillet | Boston  | D 80-101       | Kobe Johnson (14) | Nelly Joseph (9)   | Dwight Murray, Jr. (6)  | Thomas & Mack Center 0 | 4 - 1 |

### Pré-saison
| Pré-saison Total: 0-0 (Domicile : 0-0; Extérieur : 0-0) |

### Saison régulière
| Saison régulière Total: 0-0 (Domicile : 0-0; Extérieur : 0-0) |